# Corn Pickin' and Slick Slidin'
| Recensione | Giudizio |
| ---------- | -------- |
| AllMusic   |          |

Corn Pickin' and Slick Slidin' è un album a nome James Burton & Ralph Mooney, pubblicato dalla casa discografica Capitol Records nel febbraio del 1968 .

## Tracce

### LP
Lato A
1. Columbus Stockade Blues – 1:58 (musica: William York, Joe Maphis) – Registrato il 9 novembre 1967 al "Capitol Recording Studio" di Hollywood, California
2. I'm a Lonesome Fugitive – 2:58 (Liz Anderson, Casey Anderson) – Registrato l'8 novembre 1967 al "Capitol Recording Studio" di Hollywood, California
3. The Texas Waltz – 2:11 (musica: Ralph Mooney) – Registrato il 9 novembre 1967 al "Capitol Recording Studio" di Hollywood, California
4. My Elusive Dreams – 2:21 (Curly Putman, Billy Sherrill) – Registrato il 7 novembre 1967 al "Capitol Recording Studio" di Hollywood, California
5. It's Such a Pretty World Today – 2:13 (musica: James Burton) – Registrato l'8 novembre 1967 al "Capitol Recording Studio" di Hollywood, California
6. Corn Pickin' – 1:47 (musica: James Burton) – Registrato il 9 novembre 1967 al "Capitol Recording Studio" di Hollywood, California

Lato B
1. Moonshine – 1:59 (musica: Ralph Mooney) – Registrato il 7 novembre 1967 al "Capitol Recording Studio" di Hollywood, California
2. Your Cheatin' Heart – 2:10 (Hank Williams) – Registrato il 7 novembre 1967 al "Capitol Recording Studio" di Hollywood, California
3. Laura (What's He Got That I Ain't) – 2:04 (Leon Ashley, Margie Singleton) – Registrato l'8 novembre 1967 al "Capitol Recording Studio" di Hollywood, California
4. Spanish Eyes – 2:28 (testo: Charlie Singleton, Eddie Snyder – musica: Bert Kaempfert) – Registrato l'8 novembre 1967 al "Capitol Recording Studio" di Hollywood, California
5. There Goes My Everything – 2:27 (musica: Dallas Frazier) – Registrato il 9 novembre 1967 al "Capitol Recording Studio" di Hollywood, California
6. Sneaky Strings – 2:05 (musica: James Burton, Joe Osborn) – Registrato il 7 novembre 1967 al "Capitol Recording Studio" di Hollywood, California

## Musicisti
- James Burton – chitarra solista, dobro
- Ralph Mooney – chitarra steel
- Al Casey – chitarra ritmica
- Don Owens – chitarra ritmica
- James Stewart – pianoforte
- Joe Osborn – basso
- Jim Gordon – batteria[4]

Note aggiuntive
- Ken Nelson – produttore